# Barranco de Castilló
El barranco de Castilló es un barranco del término municipal de Conca de Dalt, en el Pallars Jussá, en el antiguo término de Claverol, dentro del enclave de els Masos de Baiarri. Limita con el antiguo término de Baén, en la comarca del Pallars Sobirá.
Tiene origen bajo el Forcat de les Llaus, tras recibir el barranco de la Torre de Senyús. Desde aquí discurre al norte del serrado de Castilló hasta llegar a Castilló y se transforma en el barranco Fonda.